# Takuya Takei
Takuya Takei (Tochigi, 25 januari 1986) is een Japans voetballer.

## Carrière
Takuya Takei tekende in 2008 bij Gamba Osaka.